# Líbero Badaró
Giovanni Battista Libero Badarò (Laigueglia, 13 de novembro de 1799 — São Paulo, 21 de novembro de 1830) foi um jornalista, político e médico italiano radicado no Brasil.
É homenageado em São Paulo com um logradouro que leva seu nome, rua Líbero Badaró.

## Biografia
Líbero Badaró nasceu no território República Lígure, protetorado francês que viria a ser colocado pelo Reino da Sardenha em 1815. Badarò se transferiu para o Brasil no ano de 1826, onde viria a se naturalizar. No Brasil abraçou os ideais do liberalismo. Na Europa, ele havia frequentado as universidades de Turim e Pavia, onde se formou em medicina. Ainda no velho continente, Badarò publicou algumas obras técnicas, versando sobre fisiologia, zoologia e botânica.
Junto a outros médicos italianos, dentre os quais Cesare Zama de Faenza (pai do futuro tribuno César Zama, e que também teve um fim trágico), veio para o Brasil, em 1826. Em 1828, radicou-se na cidade de São Paulo, onde clinicava e dava aulas gratuitas de matemática.
Defensor do liberalismo, fundou e redigia o jornal O Observador Constitucional, surgido em 1829, impresso na tipografia d'O Farol Paulistano, a princípio sob a direção de Badarò e de Luís Monteiro d'Ornelas e, depois de meados de 1830, sob a direção exclusiva do primeiro. O jornal liberal tinha feição moderada, como o que Evaristo da Veiga imprimia no Rio de Janeiro: o Aurora Fluminense. Como esse, granjeara em pouco tempo grande divulgação, que lhe garantia a malquerença dos absolutistas.

Comentou os acontecimentos da revolução de 1830, em Paris, notícia chegada ao Rio de Janeiro em 14 de setembro; a Revolução dos Três Dias – em que Carlos X fora destronado em julho passado – exortando os brasileiros a seguirem o exemplo dos franceses. Em sua obra, Armitage diz: 
O choque foi elétrico. Muitos indivíduos no Rio, Bahia, Pernambuco e São Paulo iluminaram suas casas por esse motivo. Excitaram-se as esperanças dos liberais e o temor dos corcundas, e estas sensações se espalharam por todo o Império por meio dos periódicos.
Em São Paulo, os estudantes do Curso Jurídico tomaram a iniciativa. «Luminárias, bandas de música e mais demonstrações de alegria praticadas pelos habitantes de São Paulo pelo derrubamento do governo tirano e anticonstitucional da França», conforme parecer da Comissão de Constituição da Câmara (como consta de seus Anais, 1830, tomo II), assumiram para o ouvidor Cândido Ladislau Japiaçu feição de atos criminosos e o levaram a processar alguns manifestantes, de preferência jovens estudantes. O O Observador Constitucional abriu campanha em favor dos acusados e atacou Japiaçu, chamando-o Caligulazinho. A linguagem era viva e enérgica, mas não justificaria o desfecho violento.

## Assassinato

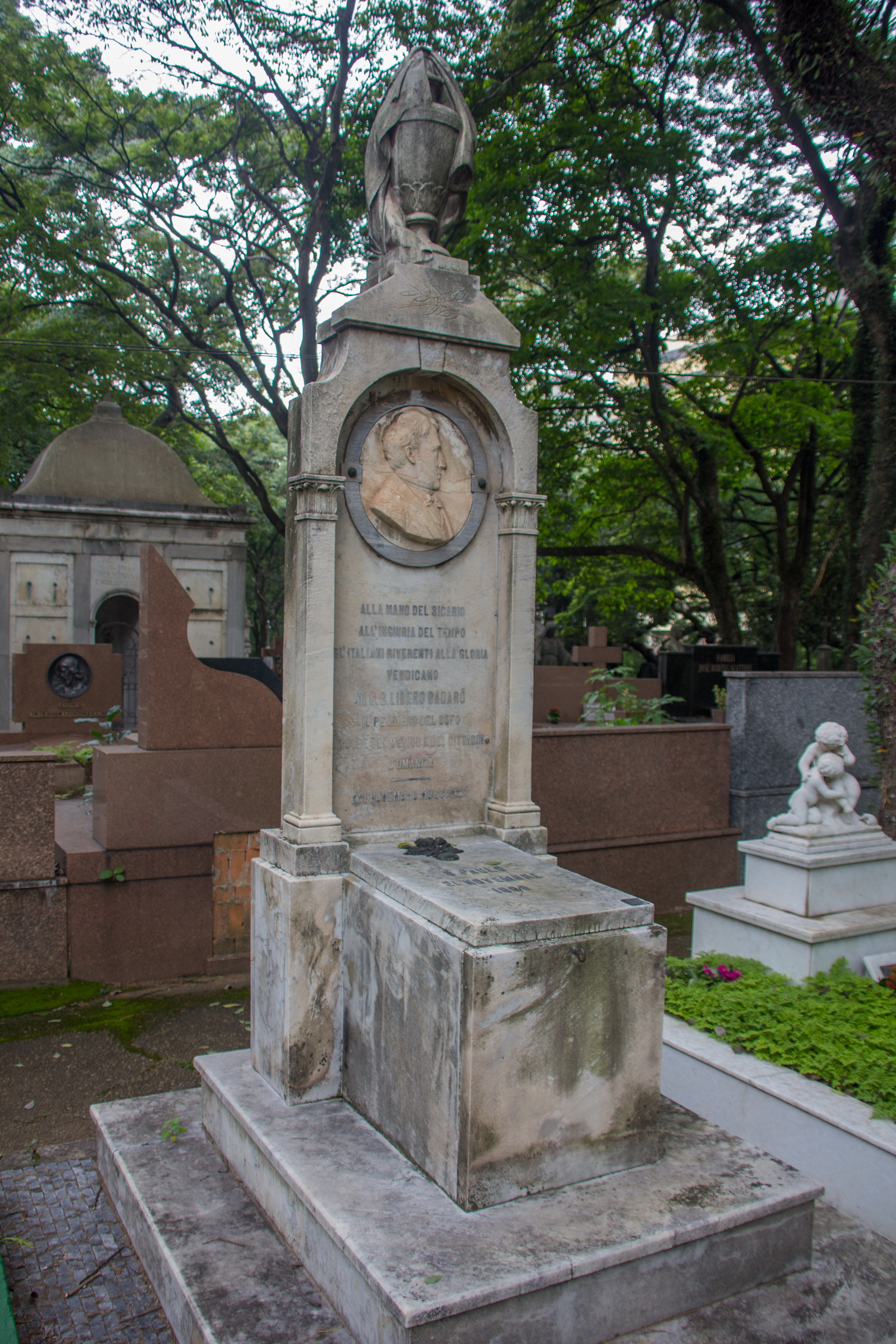
Túmulo de Libero Badaró no Cemitério da Consolação em São Paulo (2022)

Em 20 de novembro de 1830, às 22 horas, quando voltava para sua casa, na rua de São José (mais tarde rua Líbero Badaró), sem perceber que era uma cilada, o jornalista foi interpelado por quatro alemães, a pretexto de lhe entregarem uma correspondência contra o ouvidor Japiaçu, porém recebeu deles, traiçoeiramente, uma carga de bacamarte, caindo mortalmente ferido.

Supõe-se que, ao morrer, pronunciou uma frase que celebrizou-se como símbolo da defesa da liberdade de imprensa:
"Morro defendendo a liberdade", ou ainda: "Morre um liberal, mas não morre a liberdade".
O Observador Constitucional dedicou o seu número de 26 de novembro à morte de seu criador: Morro defendendo a liberdade, disse ele em seus minutos finais. A repercussão em São Paulo foi imediata. A seu enterro compareceram 5 mil pessoas e mais de 800 tochas foram acesas, na sua tumba foram gravadas suas últimas palavras.
O principal responsável pelo ataque fora Henrique (ou Simão) Stock, alemão que se escondeu na casa do ouvidor. O povo, que queria justiça sumária, exigia a prisão de ambos. O alemão Stock foi preso, Japiaçu continuou ameaçado e pediu asilo a um coronel, entraram autoridades a concertar providências. A exaltação do povo continuou e o Conselho de Governo da Província mandou para o Rio o ouvidor que fora denunciado, sob escolta. O padre Diogo Antônio Feijó, como membro do Conselho, teve parte ativa nas deliberações e de sua iniciativa foram as principais medidas para a busca de punição para os culpados. O alemão Stock foi condenado pelo assassinato, mas Japiaçu, o "Caligulazinho", foi inocentado.

### Reação da opinião pública
D. Pedro I perdia prestígio com fatos como esse, que demonstravam sua postura autoritária, uma vez que a burguesia que o apoiou no processo de independência ansiava por se livrar do controle de Portugal.
No ano seguinte, 1831, com seu poder já fragilizado, Dom Pedro I abdicou da coroa, abandonando-a sobre a cama de seu filho e legítimo herdeiro, Pedro de Alcântara, a partir daí Pedro II. Retornou para Portugal na companhia da madrasta do novo imperador, que de imediato assumiu a Coroa de jure, sendo posteriormente coroado o segundo imperador do Brasil, com apenas 14 anos de idade, devido ao Golpe da Maioridade.
O assassinato de Libero Badarò tornou o ambiente mais propício aos liberais mais exaltados.